# أحمد بلال
أحمد بلال هو أحد أبرز هدافي الأهلي منذ تصعيده من فرق الناشئين إلى الفريق الأول.

## مسيرته الرياضية
بدأ بلال رحلته من نادى الشرقية ثم انضم لأشبال الأهلي ومنها عرفه الناس بعد قيادته لهجوم منتخب مصر خلال كأس العالم تحت 17 سنة الذي أقيم في مصر عام 1997  ثم لعب في هجوم النادي الأهلي، مع المدير الفني البرتغالي مانويل جوزيه في القسم الثاني من موسم 2001–2002.
شكل بلال ثلاثيًّا مع زميليه السابقين في الفريق خالد بيبو ورضا شحاته في تلك الفترة، وكانت أهداف الثلاثي عنوان انتصارات الأهلي.
في الموسم الثاني، وبعد رحيل (جوزيه) واصل بلال مع الهولندي جو بونفرير وبرغم خسارة لقب الدوري إلا أن بلال حصد لقب الهداف برصيد 19 هدف رغم غيابه عن أكثر من ثلث مباريات الموسم بسبب الإصابة.
احترف بلال لفترة قصيرة في تركيا، ثم عاد إلى الأهلي. ويذكر أنه لم يحرز أي أهداف في موسم 2009–2010.
وظهر في برنامج هنا القاهرة وأعلن أنه سوف يرحل نهاية موسم 2009–2010.
انتقل من بعد ذلك لنادي سموحة السكندري موسم 2011–2010، ثم انتقل إلى نادي إنبي في بداية موسم 2011–2012 ، ثم انتقل أخيرًا لنادي الوحدات الأردني إلا أنه فسخ تعاقده معه في يناير 2014.

## بطولات
- الدورى المصري 2005 و2007 و2008
- كأس مصر 2001 و2003 و2007
- بطولة أفريقيا 2001 و2005 و2008
- السوبر الأفريقي 2002 و2007 و2009

## روابط خارجية
- أحمد بلال على موقع اتحاد تركيا (لاعب) (الإنجليزية)
- أحمد بلال على موقع قاعدة بيانات كرة القدم.إي يو (الإنجليزية)
- أحمد بلال على موقع ناشيونال فوتبول تيمز (الإنجليزية)